# Antonio Liz Vázquez
Antonio Liz Vázquez (Casfigueiro, 1957) es un sindicalista y autor español. Licenciado en Geografía e Historia por la UNED, militante de la CNT, y miembro fundador del BNG (Bloque nacionalista gallego). Ha publicado en diversas webs artículos sobre la revolución española, el estalinismo y el método marxista. Es además miembro en Madrid de la Fundación Andreu Nin, donde se mudó hace unos años desde Galicia.

### Libros
- 2005, Trotski e o seu tempo (1879-1940), CYAN, Madrid. ISBN 978-84-8198-575-7 (en gallego).
- 2007, Trotski y su tiempo (1879-1940), SEPHA, Málaga. ISBN 978-84-96764-15-6.
- 2009, Octubre de 1934, Espuela de plata, Sevilla, ISBN 978-84-96956-69-8.
- 2010, Octubre de 1934, Insurrecciones y Revolución, Editorial Renacimiento, Sevilla. ISBN 978-84-96956-45-2.
- 2011, Barbarie fascista y revolución social, Sariñena Editoriali, ISBN 978-84-937913-6-0.

### Artículos en revistas
- 1991, La emigración Gallega, una aproximación desmitificadora.
- 1991, La necesidad de la UPG, La Voz de Galicia.
- 1991, Murió el Socialismo, Faro de Vigo.
- 1997, La necesidad de la utopía, Faro de Vigo.
- 2009, revista Viento Sur, Nº 105 octubre: La CNT y la Alianza Obrera.

En 1999 funda junto a Xosé André López el boletín marxista Ayer y Hoy.